# Boulevard Bessières
Ne pas confondre avec la toute proche rue Bessières.
Le boulevard Bessières est une voie du 17e arrondissement de Paris. C'est un élément de la ceinture de boulevards extérieurs dits boulevards des Maréchaux.

## Situation et accès
Le boulevard part de l’avenue de Saint-Ouen et arrive à la porte de Clichy et à l’avenue de Clichy, où il laisse la place au boulevard Berthier. Il a une longueur de 1 185 mètres pour une largeur de 40 mètres.
Après avoir été accessible par la ligne de bus de Petite Ceinture, le boulevard Bessières est désormais accessible par la ligne 3b du tramway.

## Origine du nom

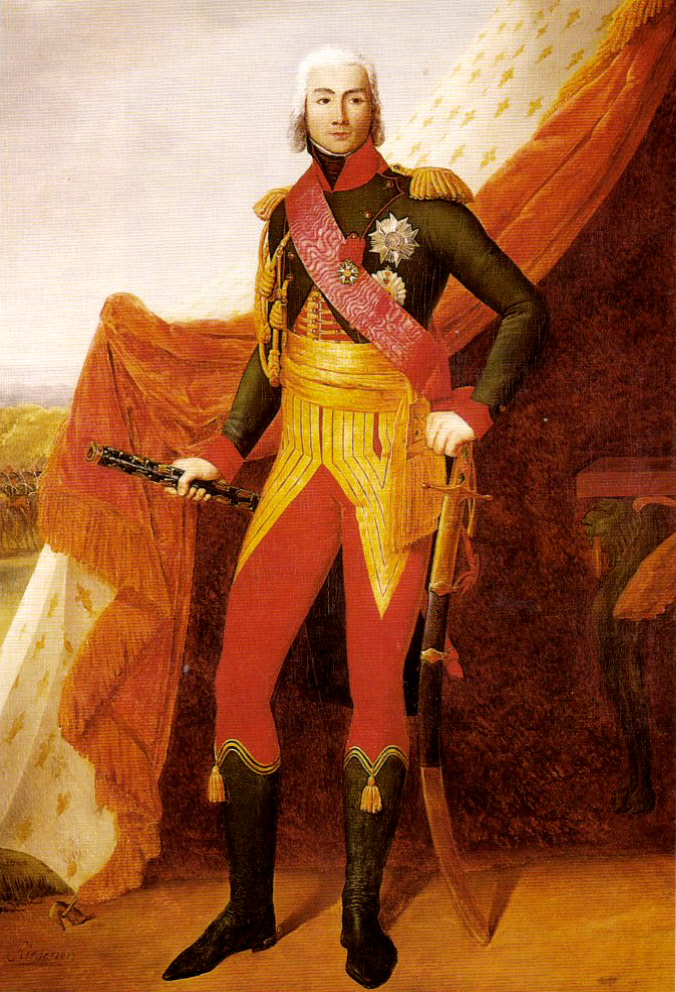
Jean-Baptiste Bessières.

Il a reçu son nom de Jean-Baptiste Bessières (1768-1813), duc d'Istrie, maréchal de France.

## Historique
Le boulevard Bessières fait partie de la ceinture de boulevards créée à partir de 1861 le long de l'enceinte de Thiers, à la place de la rue Militaire. Il prend son nom actuel en 1864.
L’École de Plein Air y est fondée dans les années 1920 par la pionnière de l'éducation nouvelle Alice Jouenne.

## Bâtiments remarquables et lieux de mémoire

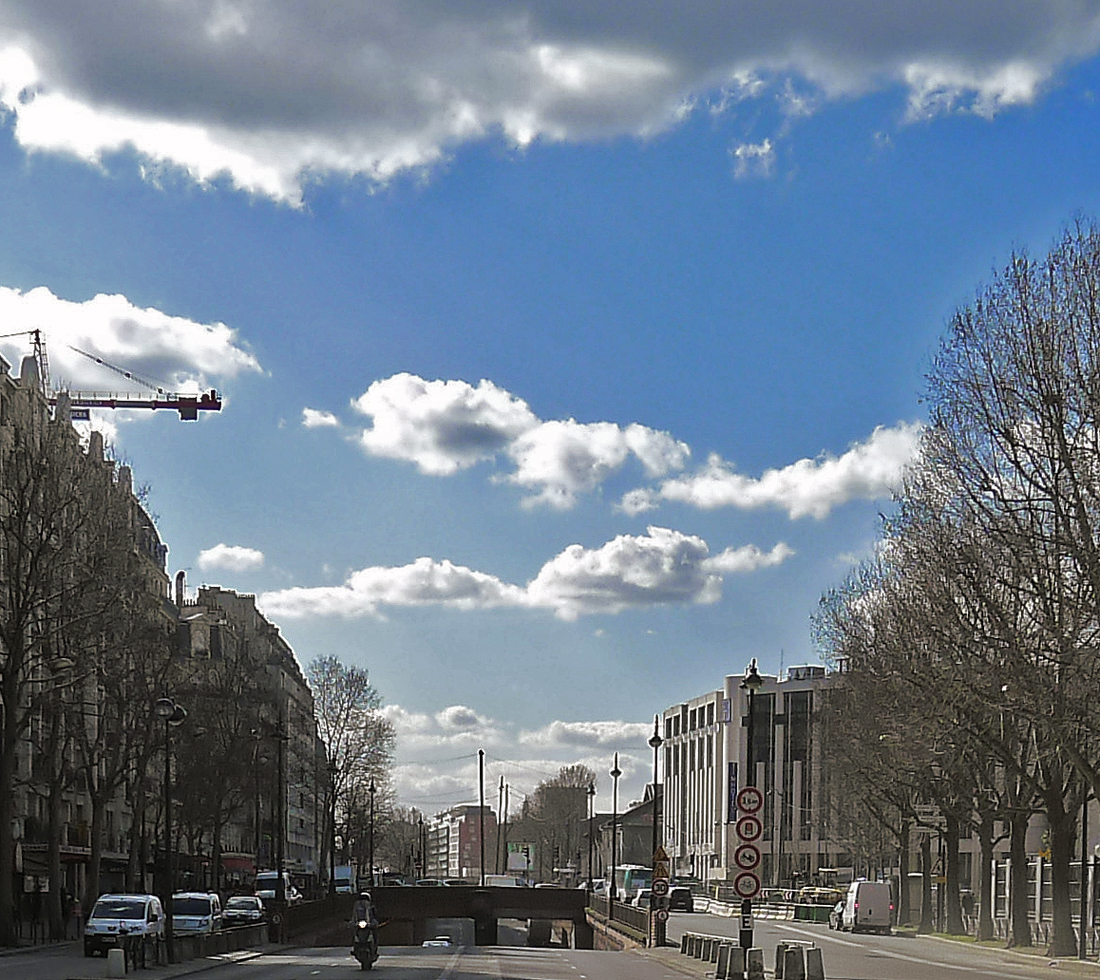
Au niveau de la porte de Clichy.

- No 118 : lycée Honoré-de-Balzac.
- No 109 : la chanteuse Fréhel y est née.
- No 96 : l'école 42, une école informatique créée par Xavier Niel, ouverte en novembre 2013.
- No 70 : École nationale de commerce.
- No 46 : caserne de la brigade anti-criminalité 75 Nuit / compagnie de sécurisation et d'intervention de Paris / 1re division de police judiciaire. Ancienne caserne du 5e régiment d'infanterie.

## Dans la culture
- Un single de Max Boublil est titré L'Inconnue du boulevard Bessières.